# 凤歌
凤歌（1977年8月23日—），本名向麒钢，是一位中国武侠小说作家。

## 生平
1977年出生于重庆奉节，毕业于四川大学。2006年凭借《昆仑》获今古传奇暨黄易武侠文学一等奖，2007年成为《今古传奇·武侠版》主编。在大陆新锐武侠小说作者中，凤歌唯一被称为“后金庸时代挑大梁者”。其文辉煌大气，尤擅长结构设置，高潮推进。其武侠作品风格效仿金庸之厚重，又有推陈出新之处。代表作《昆仑》、《沧海》等。

## 主要作品
- 《铁血天骄》（《昆仑前传》）
- 《昆仑》
- 《沧海》
- 《震旦》（已停更）
- 《苍龙转生》（已停更）
- 《灵飞经》（连载中）
- 《曼育王朝》
- 《洗礼》
- 《太空捕快》
- 《夜访》
- 《放浪千年》
- 《漂流》
- 《X》
- 《花痴别传》
- 《神悟》

## 评价

### 自我评价
1977年8月出生于夔州古城，游学天府之国，而今寄居江城武汉，编稿为生，常自恨才拙，笔耕五载，未敢疏懒，然仅得《昆仑》一部，《曼育王朝》半部，科幻短篇若干。负登天之志，乏兰台之才，虽信大道酬勤，惜乎知易行难，聊以自解而已。